# Gilles Châtelet
Pour un autre philosophe français, voir François Châtelet.
Pour les articles homonymes, voir Châtelet.
Gilles Châtelet, né le 2 février 1944 à Bezons et mort le 14 juin 1999 à Paris 9e, est un mathématicien et philosophe français.

## Biographie
Entré en 1963 à l'École normale supérieure de Saint-Cloud en section scientifique, il obtient un doctorat d'État de Mathématiques en topologie différentielle le 20 décembre 1975. Il devient professeur de mathématiques en 1979 à l'Université Paris VIII Saint-Denis, anciennement Université libre de Vincennes.
Directeur de Programme au Collège international de philosophie entre 1989 et 1995, il fonde le séminaire « Rencontres Science-Philosophie ». En 1994, il rejoint le laboratoire « Pensée des sciences » qui vient d’être fondé à l'École normale supérieure de la rue d’Ulm par Charles Alunni. Il prend, jusqu'à sa mort, une part particulièrement active au séminaire « Acte, Puissance, Virtualité » et y exerce une influence notable.
De 1981 à 1983, il fut attaché scientifique de l'ambassade de France en Israël. À partir de 1990, il collabore au mensuel L'Autre Journal lancé par Michel Butel dont la parution avait été suspendue depuis 1986.
Il s'est suicidé en juin 1999.

## Traits marquants de son œuvre
Gilles Châtelet s'est également formé à l'économie, comme en témoigne son dernier livre, paru de son vivant : Vivre et penser comme des porcs. De l'incitation à l'envie et à l'ennui dans les démocraties-marchés, essai dans lequel il dénonce le système libéral, dont l’efficacité repose sur une triple alliance entre le politique, l’économique et le cybernétique, c’est-à-dire le communicationnel. Refusant un processus de domestication généralisée, il en appelle à une philosophie de combat face aux effets désastreux de la décomposition d’un certain optimisme libertaire devenu cynisme et imposture pseudo-libérale car, disait-il, « nous devons vaincre là où Hegel, Marx et Nietzsche n'ont pas vaincu… »,.
Les Animaux malades du consensus retrace la généalogie de cette critique qui commence dès la fin des années 1970 dans la presse ou les revues. L'ensemble de ces textes prouvent que Gilles Châtelet n’aura finalement jamais cessé d’exercer une critique sans réserve du consensus. Fabliau des temps modernes, on y retrouve le bestiaire et les généalogies de son précédent pamphlet, mais surtout un ensemble d’analyses des dispositifs redoutables de l’industrie du ressentiment.
Il critique le réformisme comme « progressisme gradué, comme solution de rechange raisonnable face à la violence », il dénonce des hystéries médiatiques qui trahissent le caractère putrescible du consensus, ou encore des « gloutonneries de l’Élite consensuelle qui dévore du Différent pour chier du Même ». Ainsi fin 1997 il prend position « contre l'hystérie antipédophile » dispositif qu'il estime « fondé sur le vieux principe du bouc émissaire (...) (qui) procède par amalgame et métaphore cannibale : c'est le fameux lynchage médiatique (...) » Il s'agit, selon lui, des « balbutiements d'une démarche qui viserait à refuser la juxtaposition des tranches d'âge et l'opposition de deux sexualités : celle totalement « réelle » et « terminée » de l'adulte et celle totalement virtuelle de l'enfant ».
Sa ténacité à pointer les illusions et les fantasmes liés à la vitesse, à la performance sont autant de questions jusque-là subversives qui commencent à peine à émerger du silence où elles étaient retenues. Enfin, il rappelle qu’en tout état de cause, « qu’il soit mathématicien ou pas, tout homme épris de liberté a le devoir de dire que certaines choses sont insupportables lorsqu’il en a la possibilité ».
Son succès de pamphlétaire a finalement occulté une œuvre philosophique dont on n'a pas encore pris toute la mesure.

## Publications
- Aspects philosophiques et physiques de la théorie des jauges, IREM Paris-Nord, 1984.
- Les Enjeux du mobile, « collection Des Travaux », Éditions du Seuil, 1993.
- Vivre et penser comme des porcs. De l'incitation à l'envie et à l'ennui dans les démocraties-marchés, Exils, 1998 (essai, réédition, Gallimard, « Folio »)
- (en) « Interlacing the singularity, the diagram and the metaphor » (introduction et édition CA), in Simon Duffy ed., Virtual Mathematics. The Logic of Difference, Clinamen Press, Manchester, 2006, p. 31-45.
- Les Animaux malades du consensus, recueil des textes politiques, édition établie par Catherine Paoletti, Éditions Lignes, 2010 -  (ISBN 2355260400)  (ISBN 978-2355260407)
- L'enchantement du virtuel. Philosophie, physique, mathématique, édition établie par Catherine Paoletti et Charles Alunni, Éditions Rue d’Ulm, 2010 -  (ISBN 2728804370)  (ISBN 978-2728804375).
- « La République des Chiennes ne doit pas s'éteindre et ne s'éteindra pas... » (article) in Copi, La Guerre des pédés, postface et documents rassemblés par Thibaud Croisy, éditions Christian Bourgois, p. 199-204